# 안나 리타 델 피아노

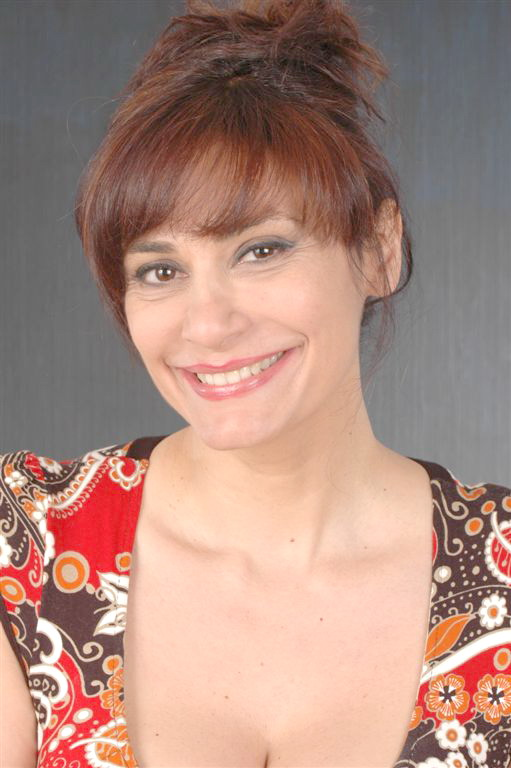

안나 리타 델 피아노(Anna Rita Del Piano, 본명: 안나 리타 비아피아노, Anna Rita Viapiano, 1966년 7월 26일 ~ )는 이탈리아의 여배우이자 극 감독이다.
카사노 델레 무르제에서 태어나 그곳에서 어린 시절을 보냈다. 나중에 가족과 함께 마테라로 옮긴 다음 발레와 함께 첫 예술 연구를 시작했으며 이후 14세 넘는 나이에 극장에 큰 관심을 갖기 시작하여 Enrico Annecchino의 연구실, Emilio Andrisani의 Hermes, 마테라의 Teatro dei Sassi에 참석했다.
영화와 첫 인연을 닿은 것은 주세페 토르나토레의 1993년 영화 스타 메이커의 참여였으며 마테라에 있던 시기에 조연을 맡았다.